# 莲娜·斯万
莲娜·凯瑟琳·斯万（英語：Lianna Catherine Swan，1997年3月25日—）是一名具有英国和巴基斯坦双重国籍的游泳运动员。她擅长蛙泳，曾保持多项巴基斯坦国家纪录，代表巴基斯坦参加了2014年英联邦运动会、2016年南亚运动会和2016年夏季奥运会。

## 生平
斯万的父亲是英国人，母亲是巴基斯坦人。2008年她搬家到阿联酋迪拜，开始从事游泳运动。当被问到为何选择代表巴基斯坦出战时，她回答：“代表巴基斯坦比赛会让我进步更大，因为有更多人代表英国。英国队是久负盛名、值得敬重的团队，但对我来说，能代表自己的国家出战就是一种成就。当我决定要为巴基斯坦比赛时，那就是我生涯的转折点。”

## 生涯
斯万曾在2014年第20届英联邦运动会、2006年第10届南亚运动会、2016年第12届南亚运动会和2016年夏季奥运会上出场。

## 奖项
莲娜·斯万在2016年南亚运动会上获得了5面奖牌，其中个人奖牌1金1银，另外1银2铜在接力赛中获得。但她未获得过奥运会奖牌。